# Drvene hipostilne džamije srednjovjekovne Anatolije
Drvene hipostilne džamije srednjovjekovne Anatolije (turski: Anadolu'nun Ortaçağ Dönemi Ahşap Hipostil Camileri) je naziv za pet hipostilnih seldžučkih džamija izgrađenih u Anatoliji između kraja 13. i sredine 14. stoljeća; svaka u drugoj pokrajini današnje Turske. 
Neobične konstrukcije ovih džamija su kombinacija vanjske ovojnice, izgrađene od kamenog zida, s više redova drvenih unutarnjih stupova („hipostil“) koji podupiru ravni drveni strop i krov. Ove džamije su također poznate po vještom rezbarenju drva i ručnom radu korištenom u njihovim konstrukcijama, arhitektonskim elementima i namještaju.
Godine 2023. pet ovihi džamija upisano je na UNESCO-ov popis mjesta svjetske baštine u Aziji jer „ovih pet džamija predstavljaju izvanredne primjere neobičnog tipa građevine koji zauzima značajno mjesto u razvoju islamske arhitekture”.

## Popis lokaliteta
| UNESCO ID | Džamija                          | Turski naziv             | Lokalitet                                | Slika | Bilješka |
| --------- | -------------------------------- | ------------------------ | ---------------------------------------- | ----- | --- |
| 1694-001  | Velika džamija u Afyonkarahisaru | Afyonkarahisar Ulu Camii | Afyonkarahisar, pokrajina Afyonkarahisar |       | Izgradio ju je arhitekt Emir Hac Bey 1272. godine za seldžučkog vladara Hasana Nusretüddina. Drveni krov od greda koji pokriva devet lađa podupire 40 drvenih stupova s dobro izvedenim kapitelima u stalaktitnom ukrasu. |
| 1694-002  | Džamija Arslanhane (Lavlja kuća) | Arslanhane Camii         | Ankara, pokrajina Ankara                 |       | Izgradio ju je arhitekt Ebubekir Mehmet za Mesuda II. iz Rumskog Sultanata 1290. god. Džamija je jedna od najstarijih džamija u Turskoj koje još uvijek postoje. Zgrada kvadratnog tlocrta površine 400 m² ima jedan minaret i drveni krov koji podupiru 24 velika drvena stupa. Mihrab je ukrašen seldžučkim pločicama, a u zidu je bio ugrađen stilizirani kip lava (danas preko puta džamije), po kojemu je džamija dobila ime |
| 1694-003  | Esrefoglu džamija                | Eşrefoğlu Camii          | Beyşehir, Konya                          |       | Godine 1296., Süleyman-beg, drugi beg Ešrefida, dao je izgraditi džamiju u Beyşehiru, jednu od najvećih džamija razdoblja Anatolijskih begovina (13.-15. st.). Tlocrt džamije je pravokutan, 31,8 x 46,55 m, a krov podupiru 42 drvena stupa visine 7,5 m. Drveni stupovi od cedrovine su prema usmenoj predaji bili natopljeni u jezeru Beyşehir šest mjeseci prije nego što su ugrađeni. U središtu džamije nalazi se snježna jama koja se punila snijegom s obližnjih planina, hladeći džamiju tijekom ljeta i opskrbljivajući drvenu infrastrukturu potrebnom vlagom |
| 1694-004  | Džamija Mahmud-bega              | Mahmut Bey Camii         | Kasaba, Kastamonu                        |       | Naručio ju je Mahmud-beg, član kuće Džandar, 1366. god. i to je jedna od prvih džamija na četiri drvena stupoa koja nose drveni krov u Anatoliji. Pravokutna džamija je jedinstvena jer u izgradnji nije korišten cement, a krov je izgrađen bez upotrebe ikakvih metalnih elemenata, uključujući čavle, te je zovu i Çivisiz camii („Džamija bez čavala”). Strop nose četiri masivna drvena stupa, a sve drvene površine ukrašene su ornamentima biljnih boja. |
| 1694-005  | Velika džamija Sivrihisara       | Sivrihisar Ulu Camii     | Sivrihisar, Eskişehir                    |       | Izgradio ju je arhitekt Leşker Emir Celaleddin Ali oko 1232. god. za vrijeme vladavine anadolskog seldžučkog sultana Kejkubada I. (vl. 1220.–1237.). Površina pravokutne džamije iznosi 1.485 m² i njezin krov iznutra nosi 67 drvenih stupova, čiji su gornji dijelovi ukrašeni uglavnom zelenim, crvenim i crnim gravurama tradicionalnih figura. Minbar je remek-djelo Horasanlı İbni Mehmeta iz 1245. god., urešeno geometrijskim i cvjetnim ornamentima ugraviranim u orahovo drvo.                                                                                 |